# Манастир Црна река
Манастир Црна Река је монашка испосница усред планина јужног дела централне Србије, Рибариће, смештена у клисури Црне реке. Манастир се налази у селу Рибариће и припада Епархији рашко-призренској Српске православне цркве. Као целина представља непокретно културно добро као споменик културе од великог значаја. Поред све своје изузетне лепоте и знаменитости, манастир Црна Река је дуго био скоро непознат ван своје уже околине. Тек од скора, изградњом моста на језеру код Рибарића и поправком прилазног пута, манастир Црна Река, као редак драгуљ српске средњовековне културе, излази из релативне анонимности у којој обитава већ пуних 700 година. Манастир је активан, мушки и о њему брину монаси.
У манастиру се налазе мошти Светог Петра Коришког, једног од познатих српских подвижника из 13. века. У манастиру постоји пећина у којој је смештена црква, у тој пећини постоји камено удубљење у коме се вода скупља кап по кап. Вода је, како кажу верници, лековита и нарочито помаже код болести очију, зато је народ назива „водом Светог Архангела Михаила”.
Постоји још једна светиња у манастиру која привлачи велику пажњу верника, а то је гроб преподобномученика Харитона, некадашњег сабрата црноречког. Преподобномученик Харитон, сабрат манастира Светих Архангела код Призрена, мученички је убијен од стране ОВК терориста у околини Призрена 15. јуна 1999. године.

## Положај манастира
Манастир Црна Река се налази у близини села Рибариће, између Новог Пазара и Тутина. До Рибарића води магистрални пут М-22 (Ибарска магистрала), а кроз село пролазе и аутобуси из већих градова у Србији. Манастир се налази у Ибарском Колашину, у клисури Црне Реке, у најудаљенијем подручју југозападне Србије, на граници са Црном Гором. Окружен је високим стенама и бујним столетним шумама. Потиче из тринаестог века, када је саграђена омања црква посвећена светом Архангелу Михаилу у једној великој пећини изнад корита Црне реке. Ускоро су монаси испосници сазидали своје келије око цркве, озидали пећину и подигли мали дрвени покретни мост преко сувог корита реке. Река понире непосредно изнад манастира и поново израња из земље након неколико стотина метара свог подводног тока. У петнаестом веку у манастиру је живео чувени подвижник Свети Јоаникије Девички са својим монасима. Светитељ је касније прешао у подручје Дренице, где му се и данас чувају мошти у манастир Девич. Преподобни Петар Коришки је боравио у манастиру кратко време.

## Историја
Црква црноречког манастира посвећена је Светом Архангелу Михалу, мада се у рукописним записима може наћи да је посвећена Светим Архангелима.
Помиње се у пролошком житију Светог Јоаникија Девичког, насталом вероватно убрзо након смрти тог испосника и његовог уврштења у ред светитеља, а очуваном у преписима који потичу из 18. века.
Откада су ту пренете мошти Светог Петра Коришког, манастир слави Петровдан (29. јуна, односно 12. јула по новом календару), који је постао манастирска слава и велики народни сабор, о коме се окупљају многобројни верници и поштоваоци. Ни данас се, нажалост, не зна тачно време настанка манастира Црна Река. Неки научници сматрају да је пећинска црква могла настати још у доба Немањића. При датовању у најдаљу прошлост иде Стојан Новаковић, који, говорећи о преносу моштију Симеона Немање из Хиландара у Србију, каже да је тај пут водио „сигурно преко манастира Црне реке у Ибру”. То значи да је манастир постојао на самом почетку 13. века. Говорећи о српским црквама Светог Архангела, Мирјана Ћоровић-Љубинковић тврди да је цркву у Црној Реци сазидао архиепископ Данило. Такво мишљење подразумева да је манастир настао негде у првој половини 14. века. Народно предање веже изградњу манастира за период после Косова. Љубомир Стојановић сматра да је настао у 14. или 15. веку. Милева Вуловић ставља настанак манастира у време с краја 15. или с почетка 16. века, док Гиљфердинг наводи да је манастир подигао Свети Јоаникије Девички, који се подвизавао у Црној Реци. У његовом житију се каже да је он ту цркву подигао, саставио манастир и довољно ученика сабрао. Претпоставља се да је од некога морао учити да ту постоји погодно место за пустиножитељство, а то је могао сазнати само од оних који су се већ огледали у таквом подвигу. Радомир Станић наводи да сличности овог и других српских пећинских манастира средњег века указује на то да и он потиче из ранијег времена, него што то сигурни подаци наводе. Недостатак таквих података и данас пред научнике оставља отвореним питање када је тачно настао овај изузетно значајан манастир. Скоро да нема података о његовој историји све до друге половине 17. века. Шта се дешавало у њему од доласка Светог Јоаникија у Девич (то се могло догодити негде крајем 14. века), па до овог времена, може се само нагађати. Најстарији податак везан је за годину настанка иконостаса, који је завршен 1601. године у време игумана јеромонаха Ђенадија. На том послу били су ангажовани ктитори и братија. После тога нема помена о манастиру све до 1666. године, када се преставио јеромонах црноречки Гервасије. Године 1687. су у Црну Реку пренете мошти Стефана Првовенчаног, свакако јер им је овде било сигурније. Ту су биле девет година, након чега су, како бележи многогрешни јеромонах Мисаил, пренете у Студеницу.
Године 1709. у манастиру је преписиван један минеј, а 1714. панегирик. У време игумана Максима Добројевића, негде у другој деценији 18. века, у манастиру је постојала школа. Сачувана су и имена двојице полазника: свештеника Саве, из Витановца код Краљева, и Мијата, из Херцег-Новог. Спомињани јеромонах Мисаил, као еклисар Црне Рке, обновио је покров Стефену Првовенчаном 1705. године. Доласком у Црну Реку, игуман Максим испољио је велику активност и на економском плану. Године 1714. сопственим трудом и трошком саградио је воденицу и валавицу, које је приложио „светоме архистратигу Михаилу да служи тој цркви за његову душу”. Исте године у посети манастиру био је ранији Максимов сабрат, Георгије Добриловац, а 1727. јеромонах Георгије Бакович, који је две године раније био у Грачаници, где се потписао као „грешни поп”. Исламизовани Вучетићи из оближњег села Црниш, пореклом Хоти, извршили су 1731. године напад на манастир и његову имовину: „не платише, неке узеше на правди Божијој, и зулумом великием”. Турски зулум забележен је и 1763. године. О Божићу те године погинула су два Турчина, док је игуман Максим рањен побегао у Свету гору. Први пут је забележено да је манастир запустео. Поп Јеремија Арсенијевић Белопољац је 1793. године подигао манастирску чесму. Три године касније, цркви је поклонио житије извесни јеромонах Никодим, а неки Јаблан је исте године оковао шандаљ. Године 1798. сликана је икона Богородице. Манастир је у 18. веку паљен од стране Турака. Претпоставља се да би то могло бити негде око 1763. године, када је владао велики турски зулум и када извори бележе да је запустео.
Ни 18. век не обилује подацима о животу у манастиру. Тек се 1870. године бележи да је Саво Гачанин из Котора приложио ћивот Светом Петру, који је саградио Јосиф Савин. Четири године касније, јеромонах Ананије Миловановић је обновио цркву, конаке, мост на Сувовару (суви део корита Црне реке, која увире изнад, а извире испод манастира) и направио кошару за књиге. Када је 1867. године Александар Гиљфердинг посетио манастир, забележио је да су те књиге доста пострадале од влаге. Крајем века у Црној Реци почела је да ради школа. Постоје сведочења да је манастир у овом веку био, између осталог, и седиште намесника руског, конзула из Косовске Митровице, конзула Краљевине Србије и Краљевине Црне Горе. Сопоћански поменик садржи већи број недатираних записа у којима се помињу приложници из околних места, међу којима има и припадника муслиманског становништва из оближњег села Црниш.

## Монаштво и свештенство
Манастир и његова околина су далеко од пута и намерника, па је зато изузетно погодан за монашки живот и тиховање. Први црноречки подвижник, за кога се поуздано зна, јесте Свети Јоаникије, касније назван Девички. Он је, највероватније, негде крајем 14. века дошао у Црну Реку, где се посветио строгом монашком животу. Ту је провео извесно време, поставши учитељем младим монасима који су долазили к њему. О пећини у којој се подвизивао Свети Јоанкије пише Петар Костић почетком 20. века: „Од места где се ово види, па даље налази се мало простора и у њему место у камену, где је Свети Јанићије Девички седео и Богу се молио. Добро се познаје где је држао десно и лево раме, јер је камен урезан, из ког тече по мало бистре воде. Ово се место држи за свето, и ту непрестано гори кандило. Лево од тог места види се и подземни ходник, који је — по причању — врло дугачак и води до врха брда. Кажу, овим је ходником Свети Јанићије излазио на брдо, тражио храну и крио се у опасним тренуцима. Да би се уверили да ли заиста овај подземни ходник до на врх брда излази, пустили су петла унутра, и он је овим ходником изашао горе и на врх брда закукурекао”. У околини постоје и многе друге пећине у којима су се подвизивали пустиножитељи. Када су монаси и народ почели долазити к светом Јоаникију, он је, зарад монашке тишине, напустио Црну Реку и вратио се у Девич. Сигурно да је и у 15 и 16. веку, у времену турских најезди, манастир, као скровито место, имао своје игумане и монахе. Један од првих игумана за којег се зна је је јеромонах Ђенадије, за чије је време 1601. године завршен иконостас. Записивач који је забележио завршетак рада на иконостасу бележи и помоћ братија на том послу. Вероватно је за време овог игумана завршено живописање цркве и последњи радови на њој. У то време у манастиру су боравили сликари монаси, који су радили на живописању цркве, међу њима свакако зограф Лонгин и његови помоћници Петроније и Роман.
Дуго после овога нема очуваних записа о монашком животу. Тек 1666. године бележи се да се преставио јеромонах Гервасије. Црноречки монаси чували су мошти Стефана Првовенчаног девет година, од 1687. до 1696. године, међу њима и јеромонах Мисаил, који се потписивао и као еклисар Црне Реке. Један од игумана, о коме је сачувано нешто више података, јесте јеромонах Максим Добројевић. Овај „смерни инок” је био сабрат манастира Добриловине, који се налази на реци Тари, петнаестак километара од Мојковца. Родом је из Бистрице, села у непосредној близини манастира, он је један од оних добриловинских калуђера који су „имали извесне активности и угледа и на другим странама”. Време Максимовог игумановања у Црној Реци може се слободно назвати великом духовном и материјалном обновом манастира. Његов долазак овде није био засигурно случајан. Рачунало се да ће овај учени и предузимљиви духовник у скривеној Црној Реци покренути многе активности које нису могле бити организоване тамо где је турско присуство било значајно и често. Зато и оснива школу за калуђере и свештенике, која окупља и полазнике из удаљених крајева, као што је Херцег Нови, Витановци код Краљева, јагодински крај. Наравно, било је ученика и из околних места и манастира. Упоредо са школом, радила је и преписивачка радионица. Већ је раније споменуто да је саградио валавицу и воденицу. И данас у близини манастира постоје темељи неколико старих воденица. Можда је једна од њих и Максимова. Поред тога, 1763. године, радио је на обнови манастира, ћелија, трпезарије и што је посебно занимљиво, клепаонице. Све је то засметало новопазарским Турцима, који су на Божићу направили велики зулум. Обрачун у манастиру морао је бити озбиљан, јер су погинула два Турчина, а игуман Максим је задобио пет рана. Због тога је морао побећи на Свету гору, а Црна Река је, можда први пут, опустела.
Године 1731. у Црној Реци је боравио игуман Василије и еклисар Теофил. Они су били сведоци напада на манастир, који су извршили Вучетићи из Црниша. Не верује се да је Василије био игуман Црне Реке. Претпоставља се да је у овом манастиру био само у гостима, јер такве посете нису биле ретке. Јеромонах Максим Добројевић је највероватније био игуман све до 1763. године, када је морао побећи из манастира. У једном запису из ове године каже се, како је прецизно прочитао Ватрослав Јагић: „ту беше началник (настојатељ) Максим”. Он је засигурно био толико познат да записивач није нашао за сходно да спомене његово презиме. У сваком случају, игуман Максим Добројевић остаје један од најзначајнијих црноречких духовника, који је и у најтежим временима, поред агилности, показао и изузетну храброст. Не зна се колико је времена манастир био пуст. Следећи његов познати игуман јесте јеромонах кир Софроније, који би могао бити наследник Максимов. Први пут се спомиње 1793. године, када је у његове време саграђена чесма. Његовим трудом је 1796. године сликана икона пресвете Богородице, која је и данас саставни део црноречког иконостаса. Поред тога што су иконописане иконе и саграђена чесма, у његово време је оковано једно јеванђеље (трудом попа Алексија) и шандаљ, прилагане су књиге. Нема података до када је кир Софроније био игуман. Сигурно да је умро или отишао из манастира пре 1857. године, када је у њему био само поп Стеван. После њега, настојатељ је био јеромонах Ананије Миловановић, родом из села Дмитрова Река, у нахији Пазарској, који је био постриженик манастира Девича. Први пут се у Црној Реци спомиње 1870. године, а 1874. извршио је велику обнову у манастиру.
Позната су имена још неких црноречких монаха. У Сопоћанском поменику, међу црноречким јеромонасима, помињу се Григорије, Симеон, Јоаникије и Никанор (л. 16). На зиду цркве у Црколезу налази се угребан запис из 1860. године црноречког монаха Порфирија. Радомир Петровић сматра да би овај Порфирије могао бити старешина манастира после кир Софронија. Старешине манастира су понекад били и свештеници. Један од њих је поп Јеротије Станић, родом из оближњег Брњака. Овај угледни и предузимљиви свештеник издејствовао је 1891. године од турских власти дозволе за рад школа у Брњаку и Црној Реци. Седам година касније саградио је конак, који је служио као школа и интернат за ђаке. У времену када је манастир посетио Петра Костић, такође је био настојатељ и имао је 78 година. Умро је 1899. године, а наследио га је његов син, поп Павле Станић, који је пре тога живео у Новом Пазару. Поставши старешина Црноречког манастира и парох Оклачке парохије, настанио се у Оклацима код чувеног домаћина Глигорија Станића. Пошто није имао деце, он је школовао и запослио Глигоријевог сина Зара. Погинуо је под чудним околностима 27. септембра 1913. године. Наследио га је Зарија Станић, који је сутрадан требало да се одсели за Куршумлију. Осим њега, парохијску дужност у Црној Реци обављали су и следећи свештеници: Арсеније Поповић, Ратко Ђурић, Вукајло Божовић, Јеротије Крсмановић, Милан Поповић (парох вељобрешки), Владо Поповић (источки), Димитрије Шекуларац (оклачки), Урош Поповић (добрињски), Илија Парлић (војковачки), Радуле Божовић (придворачки), Никола Веселиновић (руднички) и Благоје Божовић (вељобрешки). Монаштво се у Црној Реци поново јавља тридесетих година прошлога века. Јеромонах Дамаскин Бошковић боравио је у манастиру 1933. године. Пре рата настојатељ манастира био је јеромонах Атанасије Митић, који је 1941. године напустио Црну Реку и отишао за Смедерево. Манастир је поново запустео.
Непосредно после рата у манастир долазе искушенице из Сопоћана и отац Доситеј, некадашњи духовник манастира Жиче (умро 1993. године). Ове искушенице остају неколико година, после чега се враћају у Сопоћане и тамо постају монахиње Теодора и Серафима. После њих долази отац Мирон, чију смрт описује јеромонах Мирон Косаћ: „Својом смрћу као да је потврдио речи оне молитве, 'Дај ми Господе да познам кончину своју'. Нашли су га суседи у постељи, обувеног у чисте чарапе, лица окренутог ка истоку са свећом у рукама и иконом изнад главе”. После тога, кратко је ту био отац Саво Кривокућа (након тога у Гориочу код Истока) са две монахиње. Од 1960. до 1978. године у манастиру је био јеромонах Сава Чанчаревић, његов настојатељ, који се потписивао и као парох добрињски. Отац Артемије Радосављевић рашчињени владика рашко-призренски, долазио је 1978. године са оцем Андрејем, који убрзо одлази. Долазак оца Артемија означио је почетак поновног духовног процвета Црне Реке. Попут славних претходника, он је предано радио на духовном плану и на обнови манастирских објеката. Први искушеник који му долазио био је садашњи епископ жички Јустин Стефановић, а затим и отац Николај Николић, избора оца Артемија за Епископа рашко-призренског, 1991. године, бројало је 15 монаха. Те и следећих година већи број монаха је придружен другим манастирима, а неки од њих постају игумани великих манастира. Црноречки манастир постао је симбол обнове целе епархије, а изнад њега, у брдима, ничу и прве испоснице.

## Пренос моштију Светог Петра Коришког
Најзначајнија светиња манастира Црна Река су, свакако, мошти Светог Петра Коришког. Зато се он данас назива најчешће манастиром Светог Петра. У науци и даље остаје отворено питање када су мошти пренете из Корише у Црноречки манастир. Најчешће се наводила 1840. година. Међутим, све је више оних који сматрају да се то догодило далеко раније. Петар Костић мисли да су мошти Светог Петра могле остати у Кориши до те године, оне би и даље остале тамо. „Та би се година (1840) тачно знала у Кориши, у манастиру Светог Марка и у Призрену, или би тачно забележио Гиљфердинг, који је посетио и Црну Реку 1857. године. То није могло бити ни 1740. године него раније, пре него што је Исаија Туцак поставио за старешину манастира Светог Марка игумана Серафима, 1731. године”. Костић сматра да се то могло догодити при крају седамнаестог века, а можда и раније. Сигурно је да су мошти биле у Црној Реци 1763. године. Наиме, у једном запису у рукопису петроградске библиотеке, бр. 59, (Сопоћански поменик), који је некада припадао манастиру, каже се да су те године у Црној Реци биле мошти Светог Петра без руку и стопала. Милан Бојчевић сматра да је тело баш те године пренето. Овом мишљењу придружује се и прота Милан Поповић, који је у овом раду користио и сећања Колашинаца. По сведочењу Трајка Добрића, дугогодишњег тутора манастирског, мошти Светог Петра донете су у Црну Реку целокупне. Ово се пак коси са аутентичним сведочењем књижевника Теодосија, који је записао да су непосредно после престављења однети неки делови тела светитељовог. Када је Петар Костић посетио манастир (можда крајем 20. века), у сандуку су се налазили само труп и ноге. „Остале делове тела однели су поједини калуђери, који су за време почившег митрополита Мелентија били настојатељи овога манастира”. Ни ово се не би могло узети као потпуно тачно ако се за аутентично сведочење узме поменути Теодосијев исказ. Један други запис, који иде у прилог Костићевом датирању, а на који нико није обраћао пажњу, потврђује да се пренос моштију догодио пре 1709. године. Запис који сведочи да је у манастиру већ био јак култ Светог Петра гласи: „Писа раб божији Радојица и Станка писа овај минеј Драгићу за душу и ко ће га отети од свете цркве да му је противник свети архангел и свети Петар”. Записивач спомиње и Светог Архангела, коме је посвећена црква, и Светог Петра, чије је тело, очигледно, већ било у Црној Реци. Тешко је одредити, без поузданијих података, колико су пре ове године биле светитељеве мошти у манастиру. Доста је непоуздана теза по којој су те мошти пренет овде и пре 1572. године, што се закључује на основу једног несигурно прочитаног и изгубљеног записа. Са сигурношћу се може устврдити само да је тело Светог Петра пренето у овај манастир пре 1709. године. Постоји неколико варијанти како су пренете свечеве мошти у Црну Реку. Све потврђује то да су их пренели сељаци из колашинског села Брњака. По сведочењу једног од њих, они су косили ливаде у селу Кориши, у којој су случајно нашли мошти. Када се смркло, понели су их у Колашин, доневши их на једно брдо више Зубиног Потока, где је један од њих, Илија, од великог умора умро. По њему је брдо добило име Илиница. Одатле је Свети Петар однет у Црну Реку. Петар Костић сматра да се то десило овако: „Када су калуђери наумили да потуку своје зулумћаре, они су се за то раније спремали и, знајући какве ће последице наступити по манастир, они су склонили мошти Светог Петра у какво згодно место до боље прилике. Извршивши оно што су наумили, они су утекли у такво неприступачно место, као што је Црна Река, и одатле упутили Колашинце да пренесу мошти Светог Петра. И онда отпада оно да су их Колашинци 'случајно' нашли”. Вуловић износи нешто другачије предање: „Били неки косачи из нахије колашинске у нахији призренској и косили ливаде у селу Кориши, које је 3—4 сах. на северозапад од Призрена. Ту им се ноћу јави Свети Петар, и они му нађу ћивот с моштима и понесу у своје место. Путућуји с моштима своме крају заноће у клисури црноречкоиј и преко ноћи оставе ћивот у пећини. Кад ујутру светац не да да се дигне; и онда га они ту оставе и цркву му ту начине”. По сведочењу помињаног Трајка Добрића, Брњачани су лако донели светитељево тело до Крња, а после су га носили до цркви „код Рачића”, збега изнад манастира, помоћу молитви калуђера. По другој верзији, тешкоћа ношења моштију настала је од извора „код Брестова” у старчанским ливадама. И за познатог српског писца, Григорија Божовића, доброг познаваоца новије историје манастира, нема сумње да су управо Колашинци пренели мошти Светог Петра Коришког: „Пре стотину педесет година Колашинци Брњачани косили око Призрена у најму, па у селу Кориши спазили опустелу цркву Светог Петра Коришког и његове мошти у ћивоту. Ту су Албанци и козе почели затварати. Зато се ови побожни људи договоре и једне ноћи украду мошти и преко планине пренесу у Црну реку. Од тада је манастир почео да се зове и свечевим именом и да постаје све славнијим за ову околину и православну и муслиманску”.
На основу свега, намеће се још неколико дилема. Ако тело Светог Петра донето у Црну Реку крајем 17. или почетком 18. века, што је готово засигурно, онда га нису могли пренети данашњи Коматовићи из Брњака, који су се овде населили доста касније. Постоји могућност да је Свети Петар два пута преношен у Црну Реку. Можда је његово тело негде склоњено 1763. године, када је запустео манастир, а да су га Брњачани заиста поново пренели 1840. године. За решењем овог питања и даље треба трагати. У сваком случају, култ Светог Петра је велики у Колашину. Знак тог култа је и тај што се свети све више назива Црноречким, а манастир Светог Архангела његовим именом.

## Библиотека и писарница
Манастир је током векова поседовао богату библиотеку рукописних и штампаних богослужбених књига. Када је у њему био Гиљфердинг, библиотека је имала тридесетак рукописа и, највероватније, још најмање толико штампаних књига. По његовом сведочењу, највише је било минеја, служабаника и октоиха. Ту се налазио и Поменик сопоћанског манастира и две књиге бугарске редакције. До 1856. године, у ћивоту Светог Петра Коришког, чувала се и књига коју је он „увијек носио”. Гиљфердинг је није затекао. По сведочењима с краја 19. века, у цркви је било много књига писаних на кожи — „преко двеста ока”. Књижницу с пуно старих књига, писаних на пергаменту, затекао је и Петар Костић. Међу њима је било и једно велико јеванђеље. Он каже „да нису све сачуване у целости, јер су многи листови однесени”. Записе са једног од таквих истргнутих листова објавио је Глигорије Елезовић, а један од њих је припадао манастиру Љубостињи. О судбини осталих скоро да се ништа не зна, као и о судбини већине књига. Неке су вероватно страдале за време пожара и похара, друге су однесене. Данас се Сопоћански поменик, који је у Црну Реку вероватно донет с моштима Стефана Првовенчаног, налази у петроградској библиотеци, где га је однео Гиљфердинг. Овај рукопис није значајан само за историју манастира, већ и читавог Ибарског Колашина. У Гиљфердинговој збирци налази се и један црноречки зборник, који садржи и 7 листова из дечанског Паренесиса Светог Јефрема Сирина, бр 77. Један од црноречких рукописа налазио се у Дечанима, као и Божидаров минеј. Зборник (панегирик) проповеди за празник од септембра до новембра био је у цркви у Дубоком Потоку. Овај зборник је из друге половине 16. века, имао је 433 листа, а садржао је и Житија преподобне Петке, Јована Рилског, Илариона Мегленског, Слово епископа Климента о архангелима Михаилу и Гаврилу и Слово Теофилакта бугарског на Ваведеније Богородице. Налазио се у Црној Реци за време игумана Максима Добројевића.
О црноречкој библиотеци вековима су бринули монаси и свештеници. Поп Стојан Добрињац (вероватно из околног села Добриње) откупио је од новопазарских Турака један апостол за десет гроша и приложио га манастиру. Његов је био и један осмогласник. Крајем 18. века једно јеванђеље је оковао поп Алексије, а јеромонах Никодим приложио је манастиру књигу житија. За богослужбене потребе набављани су и руски штампани минеји, пролози, псалтири. Житије Живана Црногорца, чувеног карловачког презвитера, писца и повезивача књига, некада је било у Црној Реци, а сада се чува у Студеници. У овај манастир су доспевале и књиге из других манастира и цркава: Сопоћана, Студенице, Раванице, Карловца, Књажевца итд. Чувени игуман Ананије Миловановић у великој обнови манастира, 1874. године, није заборавио да направи „кошару” (неку врсту полице од плетеног прућа) за чување књига. У тешким временима црноречке књиге су доста страдале, али су, колико је то било могуће, и брижљиво чуване. Књиге нису само чуване и набављене, већ су у самом манастиру и преписиване. Црна Река је била центар преписивачке делатности почетком 18. века, у време предузимљивог игумана Максима Добројевића. Поред осталих, у то време је овде боравио и преписивао књигу један монах из Добриловине, што значи да је манастир био шири центар преписивачког рада.

## Центар просвећености и писмености
Поп Јеротије Станић, настојатељ и задужбинар црноречког манастира, родом из оближњих Оклаца, добио је 1891. године од турских власти дозволу за отварање школе и у Црној Реци. Према неким подацима, та школа је почела са радом 1898. године. Њен први управник био је поп Павле Станић, син Јеротијев. Школа је била интернатског типа, а деца су учила и становала у конаку који је 1898. године подигао баш Јеротије. Учитељ у црноречкој школи био је Милан Краговић из Кобиље Главе. Поред тога што је радила као школа, имала је проширени програм из пољопривредних поука, као што је једно време био програм школе у Милешеви. Пошто је манастир имао имање, тежило се развијању заостале пољопривреде. Влада Републике Србије слала је и уџбенике ниже пољопривредне школе у Црну Реку. Школа је престала са радом 1905. године. Постоје сведочења да се у Црној Реци доста људи описмењавало и пре званичног отварања ове школе. На том послу су предано радили калуђери и свештеници, под сталном присмотром турских зулумћара. Павлимир Глиговић назива Црноречки манастир „светом столицом наше писмености, националним жариштем у најсудбоноснијим часовима 19. века”. манастир је дао „онај гро српских учитеља у свештеним лицима, поповима и калуђерима. Ти велики духови решени на обнову Душанове царевине презриво су гледали у бесне оргије Султанових пандура и одлазили у смрт са песмом о свом роду и језику”.

## Архитектура
Архитектонска целина Црноречког манастира представља дело изузетних градитељских и креативних способности. Креативни приступ је испољен у коришћењу природног простора пећине и њене архитектонске доградње, тако да је створена једна од најлепших српских пећинских цркава. Прислоњен уз леву обалу — клисуру понорнице, од десне одвојен дрвеним мостом, манастир је својом неприступачношћу вековима одолевао нападима непријатеља. Претпоставља се да је мост некада био покретан, тако да је у случају опасности манастиру било скоро немогуће прићи. Манастир има четири нивоа, а мост води на други до улазних врата. Од њих се спуштају степенице које воде до просторије на првом нивоу. Она је некада служила за смештај болесника који су долазили на исцељење Светом Петру, па се зато и називала болницом или „лудницом“. У једном углу те просторије постоји ниша у коју је узидан земљани лонац, тренутно разбијен. Некада је вероватно служио за скривницу. На другом нивоу постоје три просторије и ходник. Две представљају ћелије, једна је мања и има трапезасти облик, а друга је већа и правилнијег је облика. Све три просторије имају прозоре.
На трећем нивоу је црква, претпростор и једна ћелија, која је била највероватније игуманова. Црква је „једнобродна са полукружном апсидом и споља и изнутра. Наос је пресведен полуобличастим сводом од сиге. Између олтарског простора и наоса налазе се истурени пиластри који носе ојачавајући лук. Основа није симетрична и доста је неправилна са дужином од 7,00 м и ширином од 3,20 м. На јужном зиду изведена су два широка лука који скраћују распон свода изнад наоса. Јужни зид је продужен у источном правцу за дужину испада апсиде.“ Под цркве је нижи од нивоа нартекса који је прилагођен пећини што се сужава у теснац. До четвртог нивоа се долази дрвеним степеницама. Ту се налази трпезарија, кухиња и пекара. Овај ниво има излаз на балкон. Свакако да у српском градитељсву има лепших и монументалнијих цркава. Архитектоника Црне Реке поседује, међутим, једно богатство које јој придаје изузетну драж. То је својеврсна мистичност. Спој архитектонске лепоте и те мистичности убраја овај манастир у један од најатрактивнијих.

## Фрескопис
Манастирска црква је смештена у пећини. То је једнобродна грађевина правоугаоне основе са олтарском апсидом. Живописана је у времену 1591–1602. године од стране чувеног зографа и фрескописца Лонгина и то је уједно и најдрагоценији српски живопис 16. века. Фреске Црноречког манастира плене богатим колоритом и изузетном уметничком вредношћу, сведочећи о континуитету српског зидног сликарства и његовом квалитету и богатству и у доба турске владавине. Настале су на самом крају 16. века, највероватније 1599/1600. године. Ово се закључује на основу оштећеног натписа о живописању цркве (последње слово за означавање године је нечитко) и записа о завршетку рада на иконостасу, који је на сву срећу очуван. Радомир Станић, аутор обимне студије о живопису, сматра да би последње слово могло да буде и. Тако се добија година зри — 7108, односно 1599—1600. од Христовог рођења. С обзиром да је иконостас, који је радила иста рука, одсликан до 20. марта 1601. године, претпоставља се да су фреске урађене пре тога. Радио их је чувени зограф и сликар Лонгин. По Станићевом мишљењу, црноречки сликар је био један од најдаровитијих ученика који су произашли из радионице пећких мајстора. Лонгинова даровитост је исказана и у сликању других цркава. Он је имао и помоћника који је радио само на осликавању позадине фигура и сцена и у обради украсне орнаментике.
Ктитор живописа и донатор црноречких сликара је раб божји Никола, богати властелин, насликан у скоро природној величини на западном зиду нише у необичној донаторској композицији. Уобичајено је да патрон цркве приводи ктитора живописа Христу или Богородици што овде није случај. Никола показује на исечак неба на којем је престављена рука Божја, и на молитвени ктиторски текст, који је такође нетипичан. Он ничим ближе, што би било природно, не одређује његову ктиторску улогу. Исписани прокимени указују на изузетно теолошко образовање или ктитора или живописца, што је више вероватно. Зидно сликарство црноречке цркве има сужену тематику због њених малих димензија. То није сметало да црноречки зограф искаже неоспорни таленат и изузетно познавање иконографског програма и технике. У живописању Црне Реке преовладала су два циклуса: Христово страдање и Велики празници. Остали део храма заузимају друге малобројне сцене и ликови појединих светитеља. Циклусу Христовог страдања припадају: Тајна вечера, Прање ногу, Молитва у Гетстиманији, Издајство Јудино, Привођење к Пилату, Петрово одрицање, Ругање Христу, Ношење крста, Приношење у гроб и др. Циклус Великих празника престављају: Благовести, Божић, Сретење, Крштење, Лазарево васкрсење, Преображење, Вазнесење, Христово распеће и Успење Богородице (највећа композиција у храму, налази се на западном зиду наоса). Архангел Михаило је сликан на два места: на јужној страни јужног пиластра и изнад натписа о живописању храма. По вредности се истиче и стена Чудо у Хони (у своду нише), која, као чудо које чини Архангел Михаило, није често сликана. Црноречки сликар је сликао неколико типова Исуса Христа, а истичу се и сцене: Поклоњење агнецу, Причешће апостола, Визија Светог Петра Александријског и друге. На неколико места сликана је и Богородица, Јован Крститељ, Стефан Првомученик, Архангел Гаврило, затим свети ратници. Српски светитељи, Свети Сава и Свети Симеон, насликани су на јужном зиду свода нише. Неки су, највероватније, насликани и изнад натписа о живописању храма (поред поменуте двојице и Светог Стефан Дечански).

## Манастирске славе
Храмовна слава манастира Црна Река је Сабор Светог Архистратига Михаила (8/21. новембар). Храмовна слава се свечано прославља уз присуство надлежног Архијереја г.г. Артемија (игумана црноречког у периоду 1978−1991 г.) и не малог броја црноречких поклоника. Уочи празника, на бденију, Свети Архангел својој обитељи дарује нове, углавном младе, монахе. Није редак случај да на храмовној слави буду и по три монашења. На литургији тога дана црноречка обитељ добија и нове јерођаконе и јеромонахе.
Најпосећенија слава манастира је Свети апостоли Петар и Павле (12. јул/29. јун). Како старији житељи сведоче, некада је за Петровдан у Црну Реку долазило по неколико хиљада људи. Сва околина манастира, кажу они, бивала је преплављена људима из околних села и градова. Свака породица је имала своју "софру" на тачно одређеном месту и ту би сваке године на Петровдан приређивали малу закуску за чланове породице и за оне који би их на том месту посетили. Била је то права народна светковина и јединствена прилика да се људи поклоне, помоле или заблагодаре Светом Петру Коришком, чије је име постало „заклетва и уклетва” овога краја. На Петровдан се и данас у Црној Реци окупља и до две хиљаде људи. Као и на храмовну славу, и на Петровдана бивају монашења и рукоположења.
У манастиру се свечано и уз присуство све већег броја људи прославља и: дан блаженог престављења преподобног оца Петра Коришког или мали Петровдан, како се у народу назива (18/5. јун), и слава капеле−Свети Великомученик Краљ Јован Владимир (4/22. мај). Тих дана се кивот са Светим моштима отвара на велику радост верника.

## Галерија
- Организационе јединице болнице Кошан
- Улаз у манастирско двориште
- Манастирско звоно
- Мост који води до улаза у манастир
- Иконе
- Тераса манастира
- Улаз у манастир
- Ходник
- Просторија за молитву